# Auto Avio Costruzioni

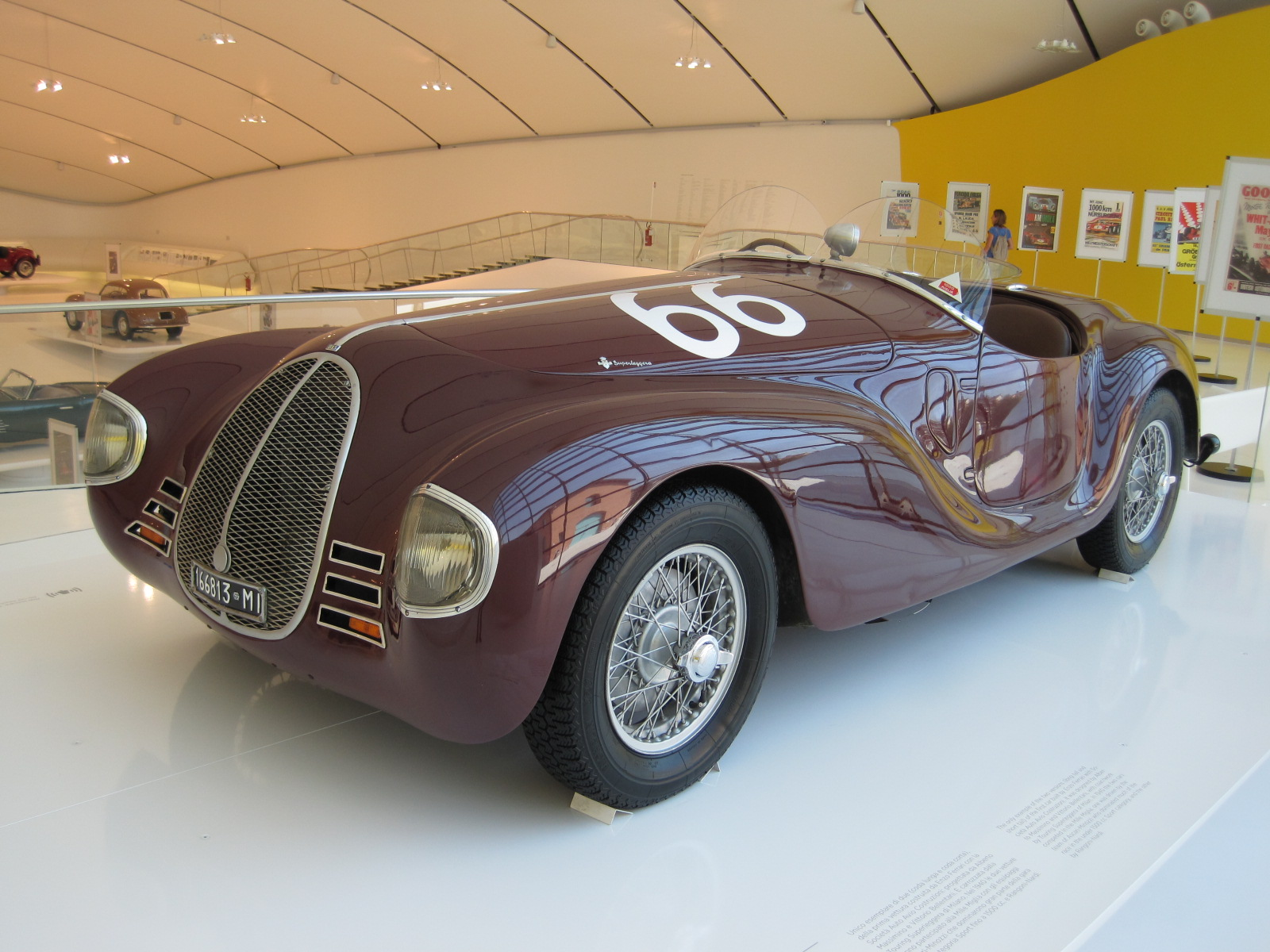
Auto Avio Costruzioni 815 im Enzo Ferrari Museum

Auto Avio Costruzioni (AAC) war ein von Enzo Ferrari um 1938 in Modena gegründetes italienisches Unternehmen, das sich mit dem Bau von Werkzeugmaschinen und der Fertigung von Teilen für Luftfahrtmotoren beschäftigte.

## Entwicklungsgeschichte

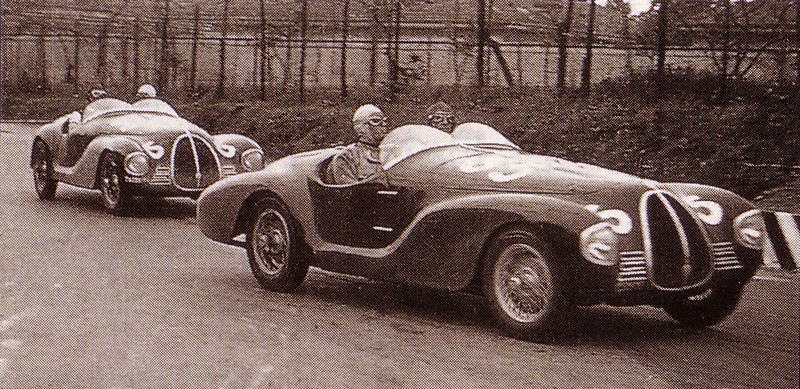
Beide AAC 815 bei der Mille Miglia 1940

Ferrari, der bis 1938 mit seiner Scuderia Ferrari die Werkseinsätze von Alfa Romeo übernommen hatte, war es vertraglich für eine Dauer von vier Jahren untersagt, konkurrierende Rennfahrzeuge zu bauen.
Dennoch konstruierte Alberto Massimino bei AAC für die Mille Miglia des Jahres 1940 einen offenen Sportzweisitzer, den AAC 815 mit Anderthalbliter-Reihenachtzylindermotor mit 54 kW (73 PS), modifiziertem Rahmen des Fiat 508 C, von dem auch die Zylinderköpfe des Motors stammten, und Karosserie von der Carrozzeria Touring. Der 625 kg schwere Spider war um die 170 km/h schnell. Zwei Exemplare wurden gebaut und bei dem 1940er Brescia Grand Prix eingesetzt, jedoch ohne Erfolg, beide Fahrzeuge fielen mit Motorschaden aus. Eines davon existiert heute noch. Die Anwendung des Namens Ferrari zusammen mit der Fabrikmarke erfolgte 1943 erneut, zeitgleich mit der Übertragung der Aktivitäten auf die neuen Fabriken in Maranello.

## Technische Daten

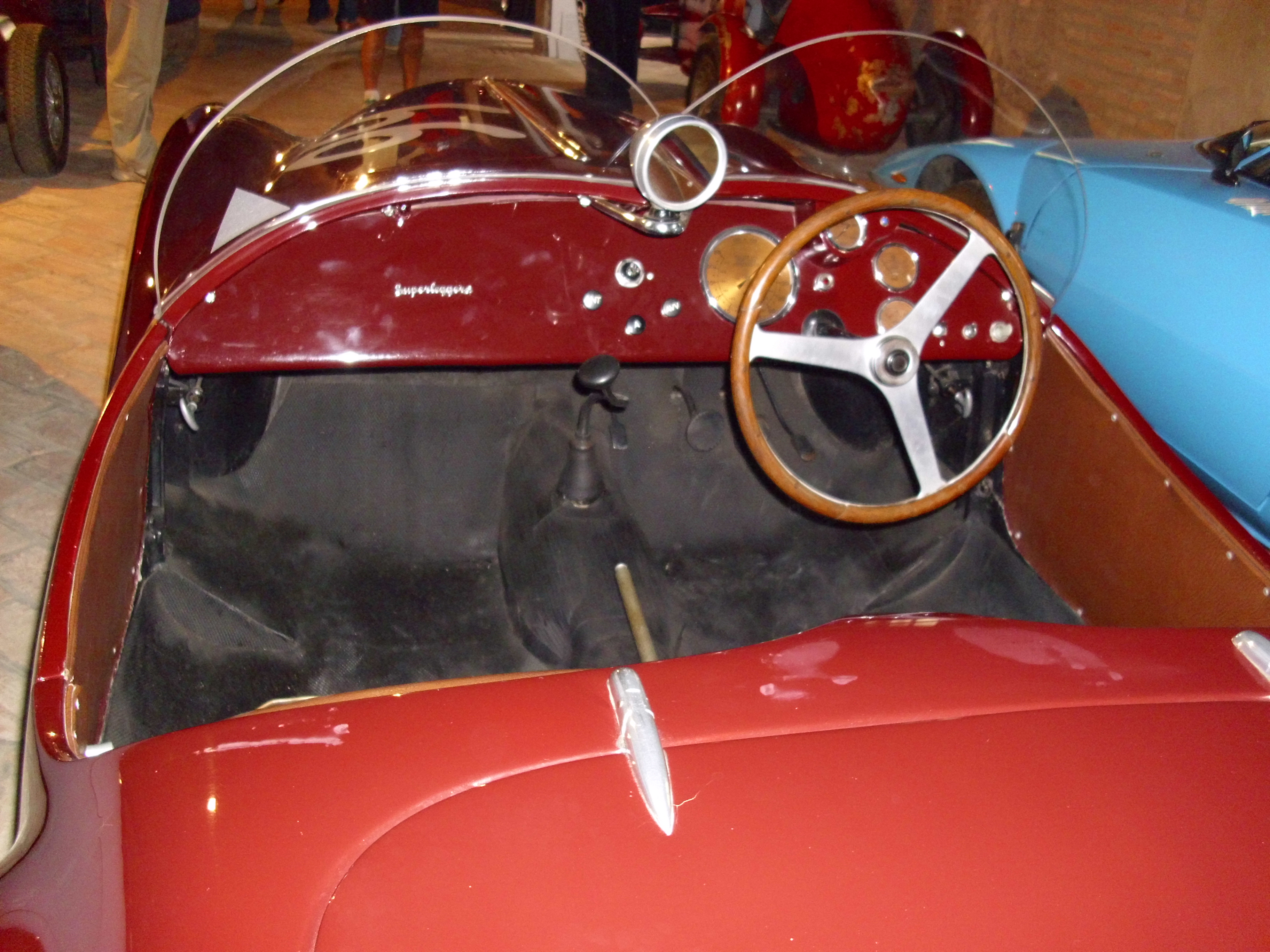
Armaturenbrett des AAC 815

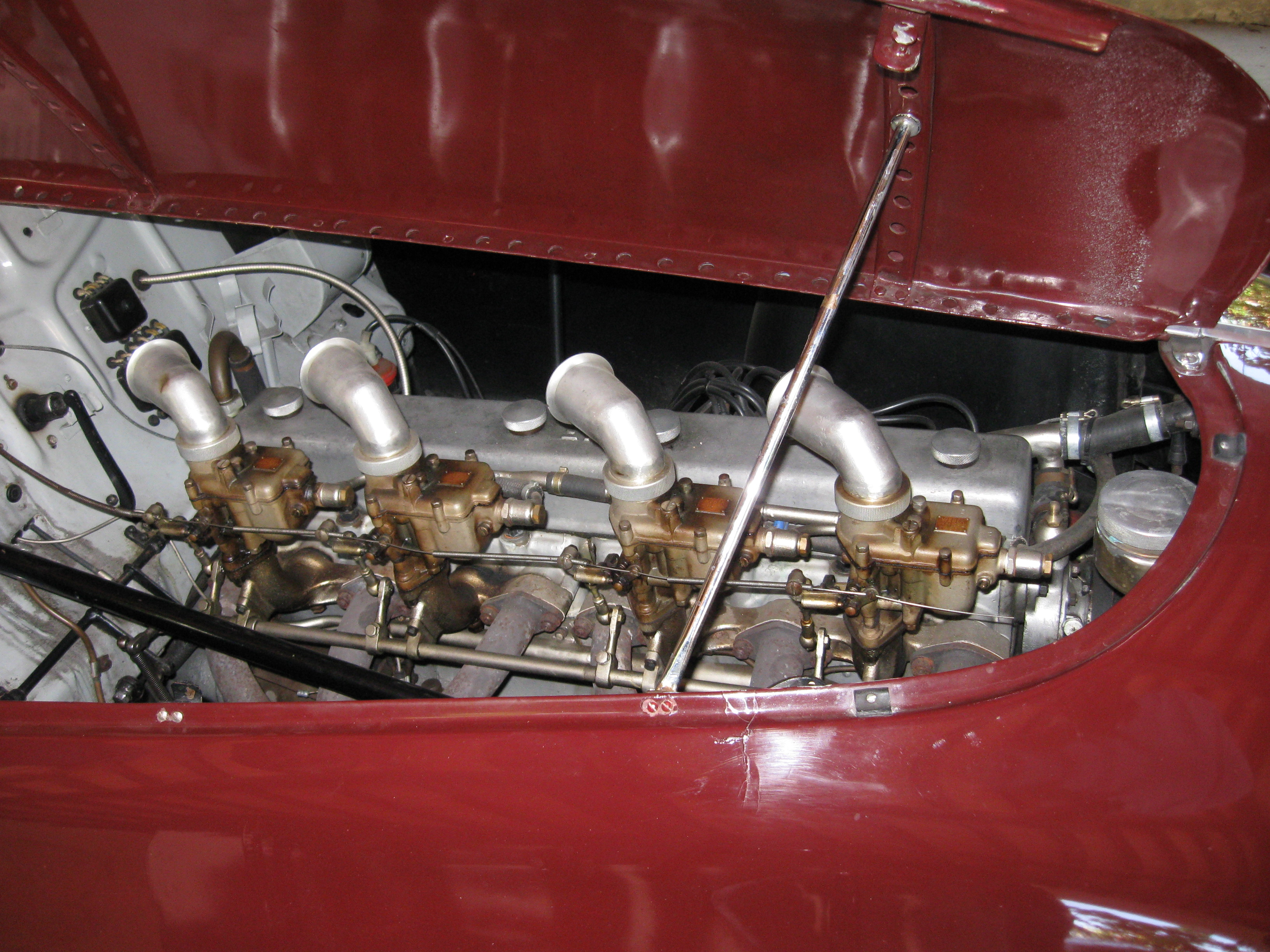
Der Achtzylindermotor des AAC 815

| Technische Daten AAC 815         | Technische Daten AAC 815                                           | Technische Daten AAC 815 |
| -------------------------------- | ------------------------------------------------------------------ | ------------------------ |
| Motor:                           | 8-Zylinder-Reihenmotor (Viertakt)                                  |                          |
| Hubraum:                         | 1496 cm³                                                           |                          |
| Bohrung×Hub:                     | 63×60 mm                                                           |                          |
| Leistung bei 1/min:              | 53 kW (73 PS) bei 5500                                             |                          |
| Max. Drehmoment bei 1/min:       | n. a.                                                              |                          |
| Verdichtung:                     | n. a.                                                              |                          |
| Gemischaufbereitung:             | 2×Weber                                                            |                          |
| Ventilsteuerung:                 | n. a.                                                              |                          |
| Kühlung:                         | Wasserkühlung                                                      |                          |
| Getriebe:                        | Vierganggetriebe III. und IV. Gang synchronisiert Hinterradantrieb |                          |
| Radaufhängung vorn:              | Einzelradaufhängung                                                |                          |
| Radaufhängung hinten:            | Starrachse, Blattfedern                                            |                          |
| Bremsen:                         | Hydraulisch betätigte Trommelbremsen rundum                        |                          |
| Räder:                           | Borrani-Speichenräder Typ DD, 15×3,25                              |                          |
| Reifen:                          | 5,50×15                                                            |                          |
| Lenkung:                         | Schnecke und Rolle, Rechtslenkung                                  |                          |
| Spurweite vorn/hinten:           | 1240/1240 mm                                                       |                          |
| Radstand:                        | 2420 mm                                                            |                          |
| Leergewicht:                     | 535 kg (ohne Karosserie)                                           |                          |
| Höchstgeschwindigkeit:           | 160–170 km/h                                                       |                          |
| Verbrauch (Liter/100 Kilometer): | 13–15                                                              |                          |